# Visual novel

## Visual Novel / Vizualna novela
(ビジュアルノベル, "bijuaru noberu") je oblik interaktivne igre s izmišljenom pričom koja većinom koristi statične grafičke elemente, najčešće u Anime stilu. Kao što ime govori, radi se o noveli opisanoj u scenama. Vizualne novele se često još nazivaju i "Dating Simulacijama" na engleskom (Dating Sim), ovo je kriva interpretacija jer se vizualne novele klasificiraju kao pod-žanr avanturističke igre što je dovelo do zabune i ubrzo se žanr poistovjetio s drugim žanrom poznatim kao Dating Simulacija koji ima sličan format, ali koristi gameplay koji se bazira na statistici. U Japanu se ova razlika bitno bolje prepoznaje time što se koriste oznake kao NVL (NoVeL) i ADV (ADVenture) ili ADG. Na zapadu se ova razlika bitno manje prepoznaje jer se objavljuju pod istom kategorijom dok u Japanu ovaj oblik igara sačinjava gotovo 70% svih PC igara koje se objave. Rijetko se proizvode za konzolne platforme, ali poneke popularne igre se portaju na sustave kao što su Sega Dreamcast, Playstation 2 ili PSP. Tržište izvan Japana za vizualne novele je maleno.

## Gameplay
Vizualne novele se razlikuju od drugih oblika igara po svom extremno minimalnom gameplay-u. Tipično se sva interakcija sastoji od "klikanja" kako bi se tekst, grafika i zvuk nastavili razijati po priči (novije igre sadrže Fast Forward, Skip i Play opciju tako da je čak i ovo ponekad bespotrebno).
Većina Vizualnih Novela šadrži više smjerova razvijanja priče i završetaka; mehanika igranja se tipično sastoji od više točaka odabira smjera koji se postavljaju pred igračem koji mora odlučiti smjer priče.

## Stil
Vizualne novele su razvile stil pomalo drugačiji od standardnih novela. Najčešće se priča u prvom licu umjesto u trećem i sva priča se doživljava kroz oči glavnog lika, no nije uvijek ovaj oblik prepričavanja korišten te ponekad ovisi o točkama odabira smjera priče koju igrač odabire tijekom priče, jedan od primjera je i Ever 17, vizualna novela KID-ove produkcije.
Standardna mjera za priču nije poglavlje več dani koji se sastoje od ustajanja iz kreveta, događaja tog dana te povratka u krevet. Naravno, postoje mnoge varijacije početka i završetka dana.
U običnim vizualnim novelama grafika se sastoji od pozadine (obično jedna za svaku lokaciju) i sprite-ova(立ち絵, "tachi-e", [likova]) na kojima se koristi prepričavanje iz očiju protagonista koji se obično ne vidi. U nekim ključnim točkama u priči, pojavljuju se i CG grafike umjesto standardnog seta; vrlo detaljne slike nacrtane posebno za taj događaj ili scenu koje su postavljene iz dramatične perspektive i često sadrže glavnog protagonista u sebi. Ti CG događaji se mogu ponoviti i pogledati bilo kada nakon što ih se "otkrije" u igri; ovo daje dodatnu motivaciju igraču da odigra igru ponovo s drugim odlukama tijekom priče jer je prosto nemoguće "otkriti" sav CG sadržaj u jednom smjeru.

## Sadržaj i žanr
Mnoge vizualne novele se centriraju oko romantične priče, ali igre koje sadrže znanstvenu fantastiku, fantastičnu fikciju i horror fikciju nisu nikakva rijetkost. Nekada su većina vizualnih novela sadržavala "ecchi" scene čak i ako glavni fokus priče nije erotika (slično "obaveznim sex scenama" u Hollywoodskim akcijskim filmovima). No, većina "portanih" igara za konzolne platforme nemaju ovakav sadržaj i u posljednje vrijeme je dosta PC igara ciljano na "all-age"; kao primjer su svi Key-evi naslovi koji dolaze u "family-friendly" verzijama i dvije gotovo nikad nisu ni imale sadržaj za odrasle. Također, svi KID-ovi naslovi su "family-friendly".